# Carex setigera
Carex setigera là một loài thực vật có hoa trong họ Cói. Loài này được D.Don mô tả khoa học đầu tiên năm 1825.